# Cuncapata
Cuncapata (posiblemente del aymara kunka, garganta de pata,  de quechua kunka, garganta, pata elevada / arriba, en la parte superior / borde, orilla (de un río), orilla,) es una montaña en la cordillera de Vilcanota en los Andes del Perú, a unos 5400 metros (17 717 pies) de altura. Se encuentra en la región de Cusco, provincia de Canchis, distrito de Pitumarca. Cuncapata se encuentra al suroeste de la montaña Jatunñaño Punta, al norte del lago Sibinacocha y al sureste de Chumpe .  